# Podagrion capitellatum
Podagrion capitellatum är en stekelart som först beskrevs av Johan Wilhelm Dalman 1825.  Podagrion capitellatum ingår i släktet Podagrion och familjen gallglanssteklar. Inga underarter finns listade i Catalogue of Life.